# Epoxidok

Az epoxidok általános szerkezete

Az epoxidok háromtagú gyűrűs éterek. A molekula alakja közelítőleg egyenlő oldalú háromszög, ami jelentős gyűrűfeszültséget okoz, ezért az epoxidok erősen, más étereknél sokkal inkább reaktívak. Számos alkalmazásuk miatt nagy mennyiségben gyártják őket. A kisebb molekulatömegű epoxidok általában apoláris, színtelen, gyakran illékony vegyületek.

## Nevezéktanuk
Az epoxid funkciós csoportot tartalmazó vegyületeket lehet epoxi, epoxid, oxirán vagy etoxilin névvel nevezni. Az egyszerű epoxidokat gyakran oxidoknak nevezik. Az etilén (C2H4) epoxidját így etilén-oxidnak (C2H4O) nevezik. Számos vegyületnek hétköznapi neve van, az etilén-oxidot például „oxiránnak” hívják. Némelyik névben szerepel az epoxid funkciós csoportra utalás, ilyen például az 1,2-epoxiheptán, melyet más néven 1,2-heptén-oxidnak is neveznek.
Az epoxidból gyártott polimert epoxinak nevezik, de ezekben az anyagokban nincs epoxidcsoport (leszámítva a műgyanta gyártása közben esetleg el nem reagált néhány visszamaradó csoport).

## Előállítása
Az iparilag legjelentősebb epoxidok az etilén- és propilén-oxid, ezekből évente mintegy 15, illetve 3 millió tonnát állítanak elő.

### Alkének heterogén katalitikus oxidációja
Az etilén oxigénnel történő epoxidálása az alább egyenlet szerint játszódik le:
7 H2C=CH2  +  6 O2  →  6 C2H4O  +  2 CO2  +  2 H2O
Az alkének közvetlen oxigénnel történő reakciója csak ennek az epoxidnak az előállítására használható fel. A reakcióhoz többnyire módosított heterogén ezüst katalizátort használnak. Más alkének, köztük a propilén sem reagál hasznosítható mértékben, bár TS-1 hordozós Au katalizátorok képesek a propilén szelektív epoxidálására.

### Olefinek oxidációja szerves peroxidokkal és fémkatalizátorokkal
Az etilén-oxid kivételével az epoxidokat alkének peroxidtartalmú reagensekkel történő kezelésével állítják elő, melyek egyetlen oxigénatomot adnak le. A szerves peroxidok hajlamosak a spontán bomlásra vagy akár öngyulladásra, ezért ezek a reakciók nagy elővigyázatosságot igényelnek.
A fémkomplexek hasznos katalizátorai a hidrogén-peroxiddal és alkil-hidroperoxidokkal történő epoxidálási reakcióknak. Az elektrofilebb peroxikarbonsavak fémkatalizátorok alkalmazása nélkül epoxiddá konvertálják az alkéneket. Speciális esetekben más peroxid tartalmú reagenseket, például dimetil-dioxiránt alkalmaznak. A reakciómechanizmus és a kiindulási alkén geometriájától függően cisz  és/vagy transz epoxid diasztereomerek keletkezhetnek. Ha a kiindulási anyagban más sztereocentrumok is vannak, akkor ezek is befolyásolhatják az epoxidálás sztereokémiáját. A fémkatalizált epoxidálási reakciókat elsőként terc-butil-hidroperoxiddal (TBHP) vizsgálták. A TBHP fémmel (M) történő kapcsolódása hozza létre az MOOR csoportot tartalmazó aktív peroxi komplexet, amely aztán az alkénre átvisz egy O centrumot.
A propilén-oxid propilénből történő előállítására szerves peroxidokat használnak. A reakcióhoz katalizátor is szükséges. Oxigénforrásként t-butil-hidroperoxid és etillbenzol-hidroperoxid is szolgálhat.

### Olefinek peroxidálása peroxikarbonsavakkal
Jellemzően laboratóriumi célra a Prilezhaev-reakció használatos, melynek során az alként peroxisavval, például m-CPBA-val oxidálják. Példaként álljon itt a sztirol-oxid előállítása sztirol perbenzoesavval történő epoxidálásával:
A reakció az ún. „pillangó mechanizmus” szerint játszódik le. A peroxid elektrofil és az alkén nukleofil között koncertikus reakció játszódik le (a lenti mechanizmusban a számok az egyszerűség kedvéért szerepelnek). A pillangó mechanizmus biztosítja az O−O szigma csillag pálya ideális pozícióját a C−C π-elektronok támadásához. <--Because two bonds are broken and formed to the epoxide oxygen, this is formally an example of a coarctate transition state.-->
A katalitikus enantioszelektív opixidáláshoz, mint amilyen a Sharpless-epoxidálás és a Jacobsen-epoxidálás epoxidation, hidroperoxidokat is használnak. A Shi-epoxidálással együtt ezek a reakciók hasznosak királis epoxidok enantioszelektív szintéziséhez. Oxaziridin reagensek is felhasználhatók epoxidok alkénekből történő készítéséhez.

### Homogén katalitikus aszimmetrikus epoxidálás
Királis epoxidokból gyakran lehet enantioszelektíven nyerni prokirális alkénekből. Sok fémkomplex aktív katalizátora e reakcióknak, de a legfontosabbak a titán, vanádium és molibdén komplexei.
A Sharpless-epoxidálás az egyik legfőbb enantioszelektív kémiai reakció. Felhasználásával primer és szekunder allil-alkoholokból állítanak elő 2,3-epoxialkoholokat.

Az epiklórhidrint klórhidrin módszerrel állítják elő. Az epoxigyanták előállításának prekurzora.

### Intramolekuláris SN2 szubsztitúció
Ebben az eljárásban dehidrohalogénezés történik. Maga a módszer a Williamson-féle éterszintézis egyik változata, melynek során egy alkoxidion intramolekulárisan lép egy klór helyébe. A kiindulási anyagokat halohidrinnek nevezzük. A világ propilén-oxid termelésének nagy részét ezzel az eljárással állítják elő, propilén-klórhidrinből kiindulva.
Az intramolekuláris epoxid képződés a Darzens-reakció egyik kulcslépése.
A Johnson–Corey–Csajkovszkij-reakció során karbonilcsoportból és szulfónium ilidből képződik epoxid. Ebben a reakcióban klorid helyett szulfónium a távozó csoport.

### Nukleofil epoxidálás
Elektronban szegény olefineket, például enonokat és akrilszármazékokat nukleofil oxigénvegyületekkel, például peroxidokkal lehet epoxidálni. A reakció mechanizmusa két lépéses. Első lépésben az oxigén nukleofil konjugált addícióval stabilizált karbaniont alakít ki, majd ez a karbanion ugyanezt az oxigénatomot megtámadva kiszorítja arról a távozó csoportot, ezzel bezárva az epoxidgyűrűt.

### Bioszintézis
A természetben az epoxidok ritkán fordulnak elő. Keletkezési módjuk többnyire az alkénekre citokróm P450 hatására bekövetkező oxigéntranszfer. (De lásd még a rövid életű, jelátvivő molekula szerepet betöltő epoxieikozatriénsavakat és a hasonló epoxidokozapentaénsavakat és epoxieikozatetraénsavakat is.)

## Reakcióik
Az epoxidok reakciókészségét a gyűrűnyitási reakciók uralják – az epoxidok erős elektrofilek. Ebben a reakcióban alkoholok, víz, aminok, tiolok és számos más reagens is lehet a nukleofil. Ez a reakció az alapja az epoxi ragasztóknak és a glikolok gyártásának. Savas körülmény között a nukleofil támadásának helyét mind a sztérikus hatások (mint normálisan az SN2 reakcióknál), mind a karbokation stabilitása (mint normálisan az SN1 reakcióknál) befolyásolja. Az epoxidok savkatalizált hidrolízise glikol terméket eredményez. A hidrolízis során a vízmolekula nukleofil addícióval lép be az epoxidba. Bázikus körülmények között – összhangban az SN2 folyamat normál menetével – a nukleofil a legkevésbé szubsztituált szénatomon támad. Tiokarbamiddal reagáltatva az epoxidokból szulfidok keletkeznek, ezek neve tiirán.
Az epoxidok polimerizációja poliétert eredményez, például etilén-oxidból polietilén-glikol, más néven polietilén-oxid keletkezik.
Az epoxidok gyűrű bővülési reakciói is ismertek, ilyen például a szén-dioxid beékelődése, melynek révén gyűrűs karbonátok keletkeznek.

### Egyéb reakciók
- Az epoxidok lítium-alumínium-hidriddel vagy alumínium-hidriddel történő redukciója a megfelelő alkoholt eredményezi.[21] A redukció a hidridion (H−) nukleofil addíciójának következménye.
- Az epoxidok reduktív hasítása β-lítioalkoxidokat ad.[22]
- Volfrám-hexakloriddal és n-butillítiummal redukálva a megfelelő alkén keletkezik:[23]

## Felhasználásuk
- A biszfenol-A-diglicidil-éter a háztartási „epoxi” egyik összetevője
- A glicidol, egy gyakori vegyipari köztitermék kémiai szerkezete
- Az epotilonok természetben előforduló epoxidok
- Epoxidált linolein, az epoxidált szójababolaj fő alkotója, iparilag fontos lágyító

Az etilén-oxidot széles körben használják detergensek és felületaktív anyagok – etoxilálással történő – gyártására. Hidrolízisével etilénglikol nyerhető.
Az epoxidok és aminok közötti reakció az alapja az epoxi ragasztók és szerkezeti anyagok előállításának. Gyakran használt amin térhálósító a trietilén-tetramin (TETA).

## Fordítás
- Ez a szócikk részben vagy egészben  az   Epoxide című angol Wikipédia-szócikk ezen változatának fordításán alapul.  Az eredeti cikk szerkesztőit annak laptörténete sorolja fel. Ez a jelzés csupán a megfogalmazás eredetét és a szerzői jogokat jelzi, nem szolgál a cikkben szereplő információk forrásmegjelöléseként.